# 喬若雯
喬若雯（1578年—1638年），字章甫，直隶真定府趙州臨城縣人。

## 生平
生于萬曆六年戊寅二月初一日，万历四十三年（1615年）乙卯科順天乡试举人，四十七年（1619年）己未科進士，初授中书舍人，天啟五年迁礼部祠祭司主事，六年，以殿工敘升本司员外郎，加一级，仍管主事事。七年二月，送瑞王之国汉中。崇祯元年（1628年）复命，时廷臣争击魏忠贤党，若雯亦两疏劾兵部侍郎秦士文、御史张讷、智铤，备列其倾邪状，寻上《巨奸始祸疏》，言故辅魏广微罪恶滔天，致先帝冒桓灵之名，罪不下忠贤；其徒陈九畴、张讷、智铤为鹰犬，专噬善类，罪不下彪虎，乞死者削其官阶，生者投之荒裔，帝责其诋毁先帝，而九畴等下所司行遣。二年，调吏部稽勋司主事，调验封司，调考功司，调文选司，崇祯三年主考陕西，迁升考功司员外郎，秉铨政，无所瞻徇。四年出为兖州知府。至府，剔除积弊，豪猾敛手，寻以疾归，士民遮道泣送。里居课子读书，不预户外事。抚按四举地方人才，终不出。崇祯十一年冬，清军南下入关，畿辅诸郡悉被兵，失城四十有八，兵及临城，同知县萧时勉缮守御诸务，十二月初四日，城陷，若雯按剑端坐堂中以待，遂被害，同死者有太恭人高氏及庶母沈氏、弟若霞、子婦魏氏，以及内外家人十六人，追赠太常寺少卿，谥曰“恭肃”，荫一子入监读书，祀乡贤。
曾祖喬宗華，县丞。祖喬輔世，贈右佥都御史。父乔璧星，字文见，号聚垣，官至四川巡抚。
元配张氏（1578—1599），早卒，继室李氏（1586—1647），封安人。子喬己百（1609—？），字百一，增生，秉家学，有文章，与魏裔介交。康熙三十一年知县杨宽續修邑志，聘己百主稿，时年已八十有三。弟己千，亦知名。